# Mats Bergman
Mats Bergman (Göteborg, 5 maggio 1948) è un attore svedese.

## Biografia
Nato a Göteborg, è figlio del regista Ingmar Bergman e di Ellen Lundström. Ha due sorelle, una sorella gemella, Anna Bergman e Eva Bergman, anche loro attrici. È fratellastro della scrittrice e giornalista Linn Ullmann.
Ha debuttato come attore in un film televisivo nel 1970, per poi apparire nella serie TV Tjocka släkten del 1975.

## Filmografia parziale
- Fanny e Alexander (Fanny och Alexander), regia di Ingmar Bergman (1982)
- Den ofrivillige golfaren, regia di Lasse Åberg (1991)
- Evil - Il ribelle (Ondskan), regia di Mikael Håfström (2003)